# Coptotomus
Coptotomus is een geslacht van kevers uit de familie  waterroofkevers (Dytiscidae).
Het geslacht is voor het eerst wetenschappelijk beschreven in 1830 door Say.

## Soorten
Het geslacht omvat de volgende soorten:
- Coptotomus difficilis LeConte, 1852
- Coptotomus interrogatus (Fabricius, 1801)
- Coptotomus longulus LeConte, 1852
- Coptotomus loticus Hilsenhoff, 1980
- Coptotomus venustus (Say, 1823)